# Agamopus viridis
Agamopus viridis är en skalbaggsart som beskrevs av Antoine Boucomont 1928. Agamopus viridis ingår i släktet Agamopus och familjen bladhorningar. Inga underarter finns listade i Catalogue of Life.